# 브라질 사회당

브라질 사회당(브라질 社會黨, 브라질 포르투갈어: Partido Socialista Brasileiro, PSB)은 브라질의 사회민주주의 정당이다. 1947년에 친바르가스 정당인 국민민주연합에서 분리되어 반스탈린주의, 친자본주의, 친대서양주의와 같은 우익적 가치를 표방하며 창당되었다. 창당 당시 우익에 가까운 정당이었던 브라질 사회당은 군사독재 시대를 거치며 사회민주당이 되었고 이후에는 노동자당의 룰라 다 시우바 정부와 긴밀한 관계를 구축해 왔다. 그러나 지도부의 결정으로 2015년 지우마 호세프 대통령 탄핵에 찬성표를 던진 이후 노동자당과 악화되어 정치적으로 소외되었다. 2019년 상파울루 포럼에서 탈퇴한 이후 정치적 고립은 심화되었다. 2022년 브라질 대통령 선거에서 브라질 사회당은 정치적 고립에서 벗어나고자 제라우두 아우키민을 영입했고, 그는 노동자당 소속으로 2022년 브라질 대통령 선거에 출마한 룰라 다 시우바의 부통령 후보로 지명되었다.